# Список терактов Абу Нидаля
С момента создания ФАТХ-РС в 1973 году, Абу Нидаль был ответственным за значительное количество (не менее 120) терактов, совершенных в более чем 20 странах. В результате этих терактов были убиты около тысячи человек.
Некоторые из них перечислены ниже:
| время            | место                | акция |
| ---------------- | -------------------- | --- |
| 22 ноября 1974   | Тунис                | боевики ОАН захватили авиалайнер VC-10 авиакомпании «British Airways» и, посадив в Тунисе, потребовали освобождения из египетских тюрем 15 соратников и возврата делегации Ясира Арафата из Нью-Йорка. При захвате погиб один из пассажиров |
| сентябрь 1976    | Дамаск, Сирия        | боевики Нидаля захватили заложников в отеле «Семирамикс» с требованием освобождения из сирийских тюрем ряда заключённых террористов; |
| 11 октября 1976  | Пакистан и Италия    | нападения на посольства Сирии в Пакистане и Италии; |
| декабрь 1976     | Дамаск, Сирия        | неудачное покушение на министра иностранных дел Сирии Хаддама; |
| 17 ноября 1976   | Амман, Иордания      | четверо боевиков захватили заложников в отеле «Интерконтиненталь»; при операции освобождения погибло 2 солдата, 3 заложника; иорданцами убиты 3 террориста, четвёртый казнён; |
| октябрь 1977     | Абу-Даби             | неудачное покушение на министра иностранных дел Сирии Хаддама. Убит министр иностранных дел ОАЭ аль-Габбаш; |
| август 1978      | Пакистан             | боевики ОАН совершили нападение на офисы ООП; |
| 4 января 1978    | Лондон               | боевиками ОАН убит представитель ООП Сайд Хаммами; |
| 27 июля 1980     | Антверпен            | две гранаты брошены в группу учеников еврейской школы, 1 ученик погиб и около 20 ранены; |
| 1 мая 1981       | Вена                 | убит президент «Лиги Австрийско-Израильской дружбы» Хайнц Ниттель; угрозы в адрес австрийского канцлера Бруно Крайского; |
| 1 июня 1981      | Брюссель             | боевиками ОАН убит представитель ООП Наим Хадер; |
| 29 августа 1981  | Вена                 | три боевика обстреляли синагогу из автоматического оружия, погибли 2 и ранены 17 человек; террористы арестованы и осуждены |
| 1981             | Вена                 | ОАН проводит покушение на Ясира Арафата; |
| 3 июня 1982      | Лондон               | нападение на посла Израиля Шломо Аргова; |
| июнь 1982        | Рим                  | убит взрывом заминированного автомобиля представитель ООП в Риме; |
| август 1982      | Бомбей               | покушение на консула ОАЭ в Бомбее; |
| 9 августа 1982   | Париж                | четверо террористов открыли стрельбу из автоматов в еврейском ресторане «Жо Гольдберг»; убиты 6 и ранены 22 человека; |
| 10 августа 1982  | Париж                | взрыв на улице Де ля Бом; |
| 11 августа 1982  | Париж                | взрывом автомобиля был вызван пожар в посольстве Ирака; пострадали 4 человека; |
| сентябрь 1982    | Мадрид               | убит кувейтский дипломат; |
| октябрь 1982     | Рим                  | при нападении на синагогу убит ребёнок и ранены десять человек; |
| 10 апреля 1983   | Лиссабон, Португалия | на социалистической международной конференции убит представитель ООП Иссам Сартави; |
| октябрь 1983     | Рим и Индия          | попытка убить послов Иордании в Риме и в Индии (ранен); |
| 7 ноября 1983    | Афины                | нападение на посольство Иордании; убит охранник посольства |
| декабрь 1983     | Измир, Турция        | диверсия против Французского культурного центра; |
| 8 февраля 1984   | Париж                | убийство посла ОАЭ; |
| 28 марта 1984    | Афины                | застрелен британский дипломат; |
| 28 ноября 1984   | Бомбей, Индия        | застрелен британский дипломат Перси Норрис; |
| декабрь 1984     | Рим                  | убит сторонник политики Арафата Исмаил Дарвиш; |
| 25 марта 1985    | Бейрут, Ливан        | похищение британского журналиста Алека Коллетта, который был убит 23 апреля 1986 года; |
| 1985             | Рим                  | нападение на офисы иорданской авиакомпании Alia; ответственность за одновременные нападения на офисы Alia в Афинах и Никосию; |
| апрель 1985      |                      | ракетное нападение на самолёт Alia (ракета не взорвалась); |
| июль 1985        | Мадрид               | вооружённые нападения на офисы британской и иорданской авиакомпаний; |
| 16 сентября 1985 | Рим                  | взрыв кафе «Cafe de Paris»; ранены 38 человек; |
| 23 ноября 1985   | Афины                | захват авиалайнера «Боинг-737» египетской компании «EgyptAir», совершавшего рейс Афины — Каир, самолёт был посажен на Мальте; при штурме самолета отрядом коммандос Египта погибло около 60 заложников; |
| 27 декабря 1985  | Рим и Вена           | одновременные теракты в аэропортах Рима и Вены, где были расстреляны пассажиры, стоящие у стоек израильских авиакомпаний (погибло 16 человек в Риме и 3 в Вене, ранено около 140); убийства совершены группами, проходившими обучение террористической деятельности в ГДР (за проведение этой операции Нидаль получил от Каддафи 1 млн долларов); |
| август 1986      | Париж                | нападение на синагогу; |
| 5 сентября 1986  | Карачи               | нападение на самолёт авиакомпании «Пан Америкэн» рейса № 73 в Карачи, в ходе которого были убиты 22 человека, 50 ранено; |
| 6 сентября 1986  | Стамбул, Турция      | нападение на синагогу «Неве Шолом», убит 21 человек; |
| июль 1987        |                      | взрыв ресторана на Западном берегу реки Иордан (погибло 15 человек); |
| 1988             | Хартум               | в ходе одновременного нападения на гостиницу «Акрополь» и Суданский клуб боевиками ОАН убито 8 и ранен 21 человек; |
| 11 июля 1988     | Афины                | захват корабля «Сити оф Порос» (City of Poros); убиты 11 пассажиров, 98 человек получили ранения |
| 14 января 1991   | Тунис                | боевиками ОАН убиты высокопоставленный деятель ООП Абу Айад, второй человек в организации после Арафата и Абу Хул, командующий западным сектором сил ФАТХ |